# 砂糖王公園
砂糖王公園（さとうおうこうえん、英語: Sugar King Park）とは、アメリカ合衆国の自治領である北マリアナ諸島サイパン島のガラパンに存在する公園で、日本統治時代に作られた彩帆公園を前身とする。

## 概要

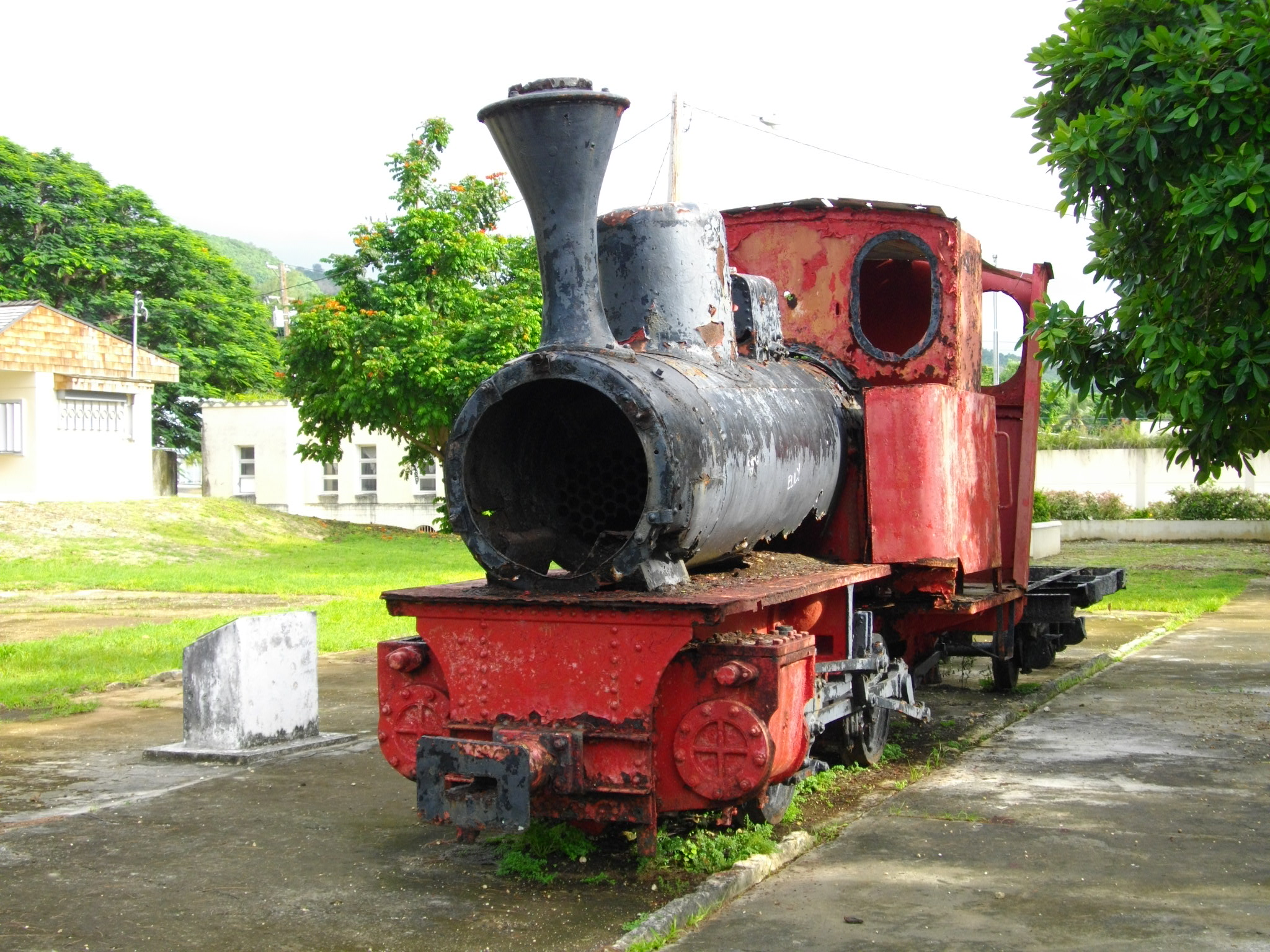
南洋興発の蒸気機関車

日本統治時代から存在する公園で、当時は「彩帆公園（さいぱんこうえん）」と呼ばれていた。サイパンに建設された最初の近代的都市公園であり、彩帆神社（現彩帆香取神社）も建立された。
この公園のメインシンボルは、南洋興発初代社長で「砂糖王」の異名をとった松江春次の寿像である。この銅像は、戦前の1934年（昭和9年）に建立されたもので、サイパン戦の戦火をくぐり抜けて、現在に至っている。
戦後、いつからかこの公園を「Sugar King Park（砂糖王公園）」と呼ぶようになり、現在は、隣接する彩帆香取神社とともに整備されている。
園内には、南洋興発が敷設した鉄道を砂糖きび運搬用として1944年まで使用されていた蒸気機関車が静態保存されており、松江の出身地である会津若松市の記念植樹などもある。